# Aztek
Aztek, il cui vero nome è Uno (o anche Dr. Curtis "Curt" Falconer), è un personaggio dei fumetti dell'universo DC, creato da Grant Morrison e Mark Millar sulle pagine di Aztek, the Ultimate Man n. 1 dell'agosto 1996. In Italia è apparso per la prima volta su JLA n. 3 (marzo 1998), ed. Play Press Publishing.

## Storia editoriale
È stato protagonista di una serie regolare durata 10 numeri (pubblicata a novembre 2008 dalla Planeta DeAgostini) ed è apparso nella JLA di Morrison nelle saghe La pietra dei tempi (Rock of Ages) e Terza guerra mondiale (World War Three), più altri numeri singoli.

## Biografia del personaggio
Un giovane uomo chiamato Uno è destinato a essere il campione del dio azteco Quetzalcoatl per combattere il suo nemico Tezcatlipoca: per questo una società segreta, la "Q Society" lo allena e gli fornisce un'armatura magica che gli conferisce numerose abilità.
Successivamente Aztek si unisce alla JLA, ma si dimette quando scopre che uno dei misteriosi benefattori della Q Society era Lex Luthor. Successivamente aiuta Superman e tutta la Justice League a sconfiggere l'arma cosmica Mageddon (apparentemente il "Tezcatlipoca" a cui si riferiva la profezia) sacrificandosi nella battaglia.

## Altri media
Aztek è apparso in qualche episodio della serie animata Justice League Unlimited (ad esempio Question Authority e I Am Legion), doppiato da Scott Patterson (non accreditato).